# مارك روسيه
مارك روسيه (ولد في 7 نوفمبر 1970، في سويسرا). هو لاعب كرة مضرب سويسري معتزل.

## روابط خارجية
- مارك روسيه على موقع رابطة محترفي التنس (الإنجليزية)
- مارك روسيه على موقع الاتحاد الدولي لكرة المضرب (الإنجليزية)
- مارك روسيه على موقع كأس ديفيز (الإنجليزية)
- مارك روسيه على موقع خلاصة التنس.كوم (الإنجليزية)
- مارك روسيه على موقع أوليمبيديا (الإنجليزية)